# Anania ocellalis
Anania ocellalis là một loài bướm đêm trong họ Crambidae.